# Bardouville
Bardouville település Franciaországban, Seine-Maritime megyében. Lakosainak száma 602 fő (2022. január 1.). Bardouville Anneville-Ambourville, Mauny, Quevillon, Saint-Martin-de-Boscherville, Saint-Pierre-de-Manneville és Yville-sur-Seine községekkel határos.

## Népesség
A település népességének változása:
| Lakosok száma | 677  | 655  | 649  | 639  | 637  | 632  | 622  | 612  | 602  |
|               | 2013 | 2015 | 2016 | 2017 | 2018 | 2019 | 2020 | 2021 | 2022 |